# Abraxas magnipuncta
Abraxas magnipuncta là một loài bướm đêm trong họ Geometridae.